# جبل مزالة
جبل مزالة هو قمة الجبل 3,194 قدم / 974 متر بالقرب من عين اعبيد قسنطينة الجزائر استنادا إلى بيانات peakery أنها تحتل مرتبة أعلى جبل في الجزائر 2697 أقرب القمم هي انظر للمزيد في...
لا أحد لديه تردد عن تسلق أو المشي لمسافات طويلة إلى قمة جبل مزالة على peakery إذا كنت قد قفز هذه الذروة تكون أول من الإبلاغ عن ذلك! تبادل إدخال سجل القمة الخاصة بك وإضافة الصور من تسلق جبل مزالة أدناه. وتشمل أسماء الطرق أو مسارات كنت أخذت إلى القمة والعودة. - انظر للمزيد في...